# Bonnie Hunt
Bonnie Lynn Hunt (Chicago, 22 de septiembre de 1961) es una actriz, comediante, guionista, productora, directora y presentadora de televisión estadounidense. A lo largo de sus más de 30 años de carrera, incursionó en teatro, cine y televisión. 
Nacida y criada en Chicago, Hunt comenzó su carrera realizando monólogos cómicos en clubes y cafeterías a mediados los años 1980. Hizo su debut fílmico en el drama Rain Man en 1988 antes de actuar en roles recurrentes en series de televisión como Grand y Davis Rules a principios de los años 1990. Hunt obtuvo reconocimiento por sus trabajos posteriores en películas como Beethoven, Beethoven's 2nd, Jumanji, Jerry Maguire, The Green Mile y Cheaper by the Dozen. En el medio televisivo destacó con su trabajo en los programas Life with Bonnie y The Bonnie Hunt Show.
Sus interpretaciones la hicieron acreedora de numerosos premios y reconocimientos, entre ellos un galardón Saturn y nominaciones a los premios Emmy, Globo de Oro y Satellite.

## Biografía

### Primeros años
Bonnie Hunt nació en Chicago, Illinois, el 22 de septiembre de 1961; fue la sexta de los siete hijos del matrimonio conformado por Alice Hunt, ama de casa origen polaco, y Bob Hunt, electricista de origen irlandés. Pasó su infancia y adolescencia en Chicago; cursó sus estudios en los colegios católicos  St. Ferdinand y Notre Dame High School for Girls. Cuando le comunicó a sus padres que anhelaba convertirse en actriz, ellos le aconsejaron primero estudiar enfermería en el Northwestern Memorial Hospital, y luego buscar empleos en el cine y la televisión. De este modo, trabajó en su ciudad natal como enfermera durante gran parte de la década de 1980.  

### Carrera
En 1984, Hunt se unió a Holly Wortell y Joan Cusack, grupo conocido como «An Impulsive Thing» («Una cosa impulsiva») por realizar monólogos cómicos e improvisaciones, siendo contratadas por clubes y cafeterías en Chicago. Después de su carrera en la comedia en vivo, participó en la obra teatral Jean-Paul Sartre and Ring en 1987. Además intervino junto a humoristas como Jonathan Winters y Susan Norfleet en el especial para televisión Spaced Out! (1988) y realizó una aparición no acreditada en la película Rain Man.
En 1990, Hunt rechazó participar en el programa de entretenimiento Saturday Night Live para asumir roles de reparto en las series de comedia Grand y David Rules. Por entonces y a lo largo de la década de 1990, se convirtió en rostro habitual de la gran pantalla, desempeñando roles tanto cómicos como dramáticos. Intervino en Beethoven, de Brian Levant, en Dave, de Ivan Reitman y Only You (Sólo tú), de Norman Jewison.
En 1995 se le concedió el premio Saturn a la «Mejor actriz de reparto» por su participación en la película fantástica Jumanji, dirigida por Joe Johnston, con Robin Williams en el papel principal. Su fructífera colaboración con Johnston le permitió afianzar su carrera al permitirle asumir roles más relevantes en las cintas Jerry Maguire, de Cameron Crowe, que contó con Tom Cruise en el papel protagonista; y La milla verde (1999), adaptación cinematográfica de la novela de Stephen King El pasillo de la muerte, de Frank Darabont, al lado de Tom Hanks, David Morse, Michael Clarke Duncan y James Cromwell. En abril de 2000, tuvo lugar el estreno de la comedia romántica Return to Me, la cinta que protagonizaron David Duchovny y Minnie Driver, que marcó el debut de Hunt como directora de cine.
Posteriormente, protagonizó la serie de televisión de la cadena ABC Life with Bonnie (2002-2004) y ofreció un variado registro en proyectos muy dispares, a menudo independientes y comprometidos. Destacaron Stolen Summer (2002), Cheaper by the Dozen (2003), Cheaper by the Dozen 2 (2005) y I Want Someone to Eat Cheese With (2006). Cabe añadirse que por su trabajo en Life with Bonnie fue candidata a los Globos de Oro como «Mejor actriz de serie de TV - Comedia o musical» y a los premios Emmy como «Mejor actriz - Serie de comedia».

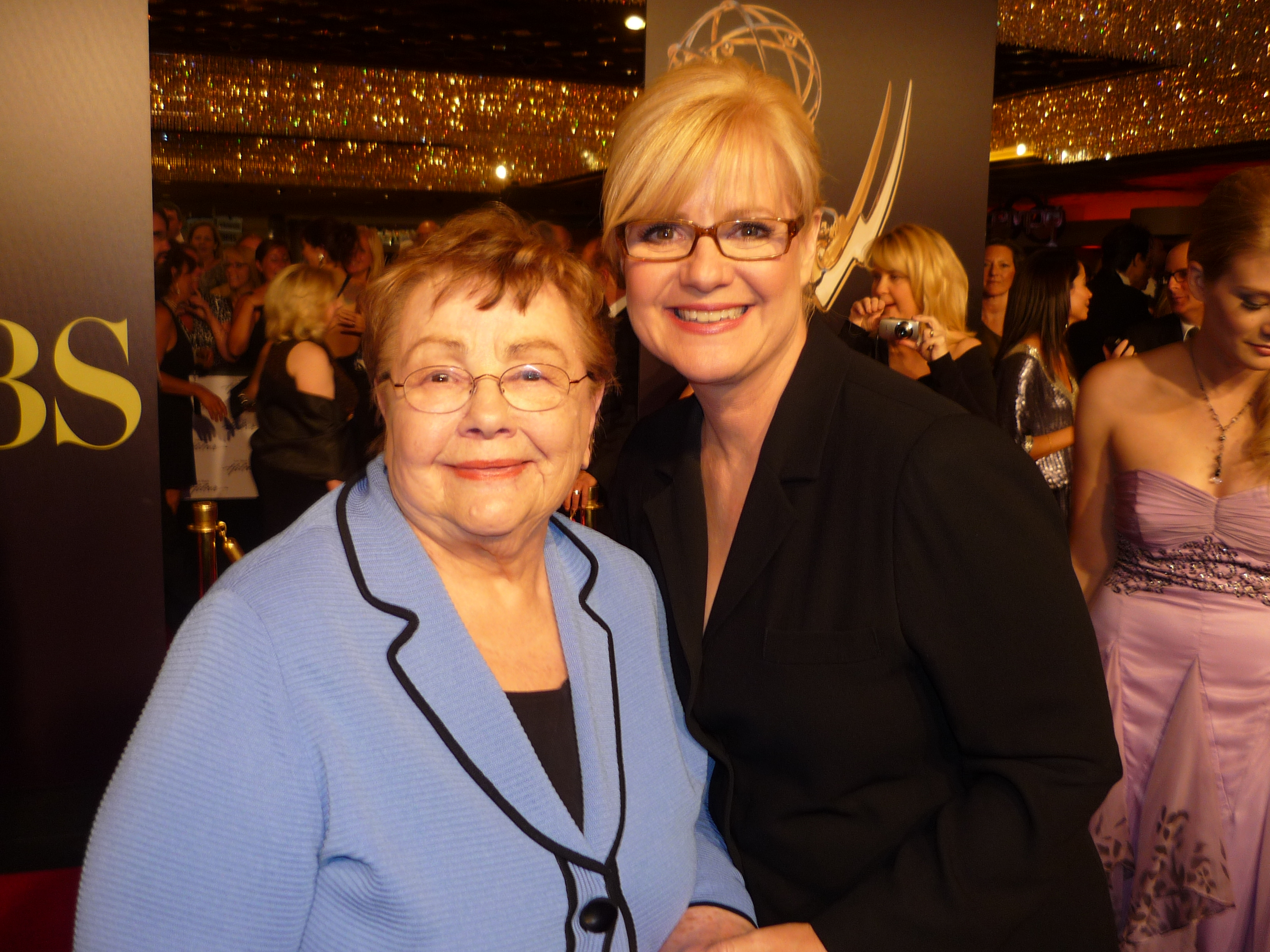
Alice y Bonnie Hunt en la entrega de los premios Daytime Emmy en 2010.

También prestó su voz a películas de animación distribuidas por los estudios Disney y Pixar. Actuó como Sally Carrera en Cars (2006) y Cars 2 (2011) y como Dolly en la tercera entrega de la saga Toy Story, titulada Toy Story 3 (2010). En septiembre de 2008, regresó a la televisión para presentar el talk show The Bonnie Hunt Show, que se transmitió durante dos temporadas hasta su cancelación en 2010 debido a un descenso en las audiencias. Su desempeño como anfitriona de televisión le supuso una candidatura al premio Daytime Emmy a la «Mejor presentadora de un talk-show».

### Vida personal
Hunt contrajo matrimonio con el inversionista y banquero John Murphy en 1988. Sin embargo, el 6 de junio de 2006 en el programa The Late Show with David Letterman, mencionó que estaba nuevamente soltera, Hunt no tiene hijos. 
Tiene una amistad cercana con David Duchovny, a quien conoció en el set de la película Beethoven en 1991-1992.

## Premios y nominaciones
Hunt se hizo acreedora de una considerable variedad de reconocimientos y honores a lo largo de sus trayectorias en la televisión y el cine. Por su actuación en la película fantástica Jumanji ganó un premio Saturn como «Mejor actriz secundaria». Resultó también nominada a un Premio del Sindicato de Actores («Mejor reparto») y a un galardón Blockbuster Entertainment («Mejor actriz secundaria») por su participación en el filme dramático The Green Mile. Por su trabajo en la serie televisiva Life with Bonnie, obtuvo nominaciones a los premios Globo de Oro («Mejor actriz de serie de TV - Comedia o musical») y Primetime Emmy («Primetime Emmy a la mejor actriz - Serie de comedia»).

## Filmografía
| Cine       | Cine                                      | Cine                                    | Cine                                                                       |
| Año        | Título                                    | Papel                                   | Notas                                                                      |
| ---------- | ----------------------------------------- | --------------------------------------- | -------------------------------------------------------------------------- |
| 1988       | Rain Man                                  | Sally Dibbs                             |                                                                            |
| 1992       | Beethoven                                 | Alice Newton                            |                                                                            |
| 1993       | Dave                                      | Guía turística de la Casa Blanca        |                                                                            |
| 1993       | Beethoven 2: La familia crece             | Alice Newton                            |                                                                            |
| 1994       | Only You (Sólo tú)                        | Kate Corvatch                           |                                                                            |
| 1995       | Now and Then                              | DeWitt                                  |                                                                            |
| 1995       | Jumanji                                   | Sarah Whittle                           | Ganó el premio Saturn a la mejor actriz de reparto                         |
| 1996       | Getting Away with Murder                  | Dra. Gail Holland                       |                                                                            |
| 1996       | Jerry Maguire                             | Laurel Boyd                             |                                                                            |
| 1998       | A Bug's Life                              | Rosie                                   | Voz de animación                                                           |
| 1998       | Kissing a Fool                            | Linda Streicher                         |                                                                            |
| 1999       | Random Hearts                             | Wendy Judd                              |                                                                            |
| 1999       | The Green Mile                            | Jan Edgecomb                            | Fue nominada al Premio del Sindicato de Actores                            |
| 2000       | Return to Me                              | Megan Dayton                            | También guionista y directora                                              |
| 2001       | Monsters, Inc.                            | Mrs. Flint                              | Voz de animación                                                           |
| 2002       | Stolen Summer                             | Margaret O'Malley                       |                                                                            |
| 2003       | Cheaper by the dozen                      | Kate Baker                              |                                                                            |
| 2005       | Cheaper By The Dozen 2                    | Kate Baker                              |                                                                            |
| 2005       | Loggerheads                               | Grace Bellamy                           |                                                                            |
| 2006       | From Hair To Eternity                     | Martha Bakerson                         |                                                                            |
| 2006       | I Want Someone to Eat Cheese With         | Stella Lewis                            |                                                                            |
| 2006       | Cars                                      | Sally Carrera                           | Voz de animación                                                           |
| 2010       | Toy Story 3                               | Dolly                                   | Voz de animación                                                           |
| 2011       | Cars 2                                    | Sally Carrera                           | Voz de animación                                                           |
| 2016       | Zootopia                                  | Bonnie Hopps                            | Voz de animación                                                           |
| 2017       | Cars 3                                    | Sally Carrera                           | Voz de animación                                                           |
| 2019       | Wonder Park                               | Srta. Fulbright                         | Voz de animación                                                           |
| 2024       | Red One                                   | Sra. Claus                              |                                                                            |
| Televisión |                                           |                                         |                                                                            |
| Año        | Título                                    | Papel                                   | Notas                                                                      |
| 1986       | American Playhouse                        | Bailarina                               | Aparición no acreditada                                                    |
| 1990       | Grand                                     | Carol Anne Smithson                     |                                                                            |
| 1991-1992  | Davis Rules                               | Gwen Davis                              |                                                                            |
| 1993       | The Building                              | Bonnie Kennedy                          |                                                                            |
| 1995-1996  | The Bonnie Hunt Show                      | Bonnie Kelly                            |                                                                            |
| 1997       | SUBWAYStories: Tales from the Underground | Fern McDermott                          | Participó en el segmento titulado "Fern's Heart of Darkness"               |
| 2002-2004  | Life with Bonnie                          | Bonnie Molloy                           | Fue nominada al premio Emmy y al Globo de Oro como mejor actriz de comedia |
| 2006       | Let Go                                    | Kate Holloway                           |                                                                            |
| 2008-2010  | The Bonnie Hunt Show                      | Ella misma                              |                                                                            |
| 2009       | Remember Me                               | Asesinada en primera escena             |                                                                            |
| 2013       | Sofia the First                           | Duquesa Matilda de Encantia [Tía Tilly] | Voz de animación                                                           |
| 2022       | Cars on the Road                          | Sally Carrera                           | Voz de animación                                                           |
| 2022       | Zootopia+                                 | Bonnie Hopps                            | Episodio: «Hopp on Board»                                                  |